# Volley Pool Piave
Il Volley Pool Piave è una società pallavolistica femminile italiana con sede a San Donà di Piave: milita nel campionato di Serie B1.

## Cronistoria
| Cronistoria della Ags Volley San Donà |
| --- |
| - 1969 · Nascita della Società Giovani Sportivi Noventa - 1982-1985 · Camp. Prov. 2ª divisione - 1985-1986 · 4º Camp. Prov. 2ª divisione Promozione in 1ª divisione - 1986-1987 · Camp. Prov. 1ª divisione - 1987-1988 · 1º Camp. Prov. 1ª Divisione Promozione in Serie D Regionale - 1988-1989 · Serie D Regionale - 1989-1990 · 2º Serie D Regionale Promozione in Serie C2 - 1990 · Trasferimento a San Donà di Piave - 1990-1992 · Serie C2 - 1992-1993 · 2º Serie C2 Promozione in Serie C1 - 1993 · Scorporo della formazione maschile - 1993-1994 · 3º in Serie C1 - 1994-1995 · 1º Serie C1 Promozione in Serie B2 - 1995-1996 · 1º Serie B2 Promozione in Serie B1 - 1996-1997 · 3º Serie B1 - 1997 · Rifondazione della Volley Pool Piave. Acquisizione del titolo per la serie A2 - 1997-1998 · 11º Serie A2 - 1998-1999 · 1º girone B serie A2 Sconfitta in finale play off - 1999-2000 · 2º girone B serie A2 Sconfitta in semifinale play off Vittoria Coppa Italia A2 (1º titolo) - 2000-2001 · 5º serie A2. Sconfitta in semifinale play off - 2002 · Rinuncia alla Serie A2. Riassegnata alla Serie B2 - 2002-2003 · 1º Serie B2. Promozione in Serie B1 - 2003-2004 · 8º girone B Serie B1 - 2004-2005 · 10º girone B Serie B1 - 2005-2006 · Serie B1 - 2006-2007 · Serie B1 - 2007-2008 · Serie B1 - 2008-2009 · 9º Serie B1 - 2009-2010 · - 2010-2011 · 12º Serie B1 Retrocessione in serie B2 - 2011-2012 · Serie B2 - 2012-2013 · 6° Serie B2 - 2013-2014 · 1° Serie B2 Promozione in Serie B1 - 2014-2015 · 8° Serie B1 - 2015-2015 · 13° Serie B1 |